# 森永剛太
森永 剛太（もりなが ごうた、1939年（昭和14年）9月13日 - ）は、日本の経営者。森永製菓社長、会長を務めた。

## 経歴
森永太平の長男として東京に生まれる。
1962年に慶應義塾大学商学部を卒業し、同年に森永製菓に入社。1983年6月に取締役を就任し、1988年6月に常務、1992年6月に専務を経て、1997年6月には社長に就任。2006年6月に会長に就任し、2018年6月から最高顧問を務めた。
子に森永慶太（米国森永製菓副社長）。